# Ladislav Šimek
Ladislav Šimek (23. května 1912 Milevsko – 24. dubna 1962 Ilava) byl vyučený puškař, za Protektorátu Čechy a Morava člen Národní souručenství, začátkem 50. let 20. století pracoval jako vedoucí prodeje loveckých potřeb a zbraní v národním podniku Mototechna. Na základě obchodování s Bohumilem Šímou se dostal do těsnějšího kontaktu s protikomunistickou odbojovou organizací Černý lev 777. V rámci její likvidace a během následného soudního procesu, kdy byl státní bezpečností zahrnut mezi její členy, byl odsouzen k 22 letů odnětí svobody. Po pádu komunistického režimu v Československu (listopad 1989) byl Ladislav Šimek (posmrtně) částečně rehabilitován. 

## Život
Ladislav Šimek se narodil v roce 1912 do rodiny puškaře a celý svůj život prožil v Milevsku. Po absolvování pěti tříd obecné školy a tří tříd měšťanské školy se vyučil u svého otce puškařem. V letech 1935 až 1937 absolvoval povinnou vojenskou službu a v době ohrožení republiky (v roce 1938) byl mobilizován. Za protektorátu byl členem jediného tehdy povoleného politického hnutí – Národního souručenství (NS). Mezi léty 1943 až 1946 prodělal léčbu dětské obrny. Po roce 1945 již nebyl členem žádné politické strany, ale svými názory inklinoval k sociální demokracii. Po vyléčení z dětské obrny se věnoval v Milevsku puškařské živnosti. V národním podniku Mototechna zastával od roku 1950 funkci vedoucího prodeje loveckých potřeb a zbraní.

### V řadách ilegální protistátní organizace
Ladislav Šimek byl členem protikomunistické odbojové organizace Černý lev 777, která se začala formovat na přelomu let 1948 / 1949 a operovala (přibližně do poloviny roku 1954) na hranici středních a jižních Čech (v oblasti Sedlčanska, Petrovicka, Milevska a v okolí obce Chyšky). Členové organizace Černý lev 777 nesouhlasili s politickým vývojem po únoru 1948 v Československu, poslouchali zahraniční vysílání rozhlasových stanic (po 1. květnu 1951 pak převážně rádio Svobodná Evropa) a živili naději na brzký pád totalitního režimu (spojený s domácím ozbrojeným převratem podporovaným demokratickým Západem). Kromě šíření letáků s protistátním obsahem se Černý lev 777 soustředil na shromažďování zbraní. Krom toho jeho členové zorganizovali střelbu na příliš agilního komunistického funkcionáře Stanislava Čiháka. Mezi hlavní akce Černého lva 777 pak patřily dva devastující bombové útoky na sekretariát KSČ v Sedlčanech (červenec 1949) a v Milevsku (květen 1950), kde byl zabit příslušník sboru národní bezpečnosti (SNB) Josef Skopový. 
Ladislav Šimek se do řad členů ilegální organizace Černý Lev 777 dostal (jak konstatoval později soud) prostřednictvím bývalého soukromého podnikatele Bohumila Šímy, kterému dodával zbraně a střelivo (údajně aniž tušil, v jaké organizaci se Šíma angažuje).

### Zatčení, soud, trest

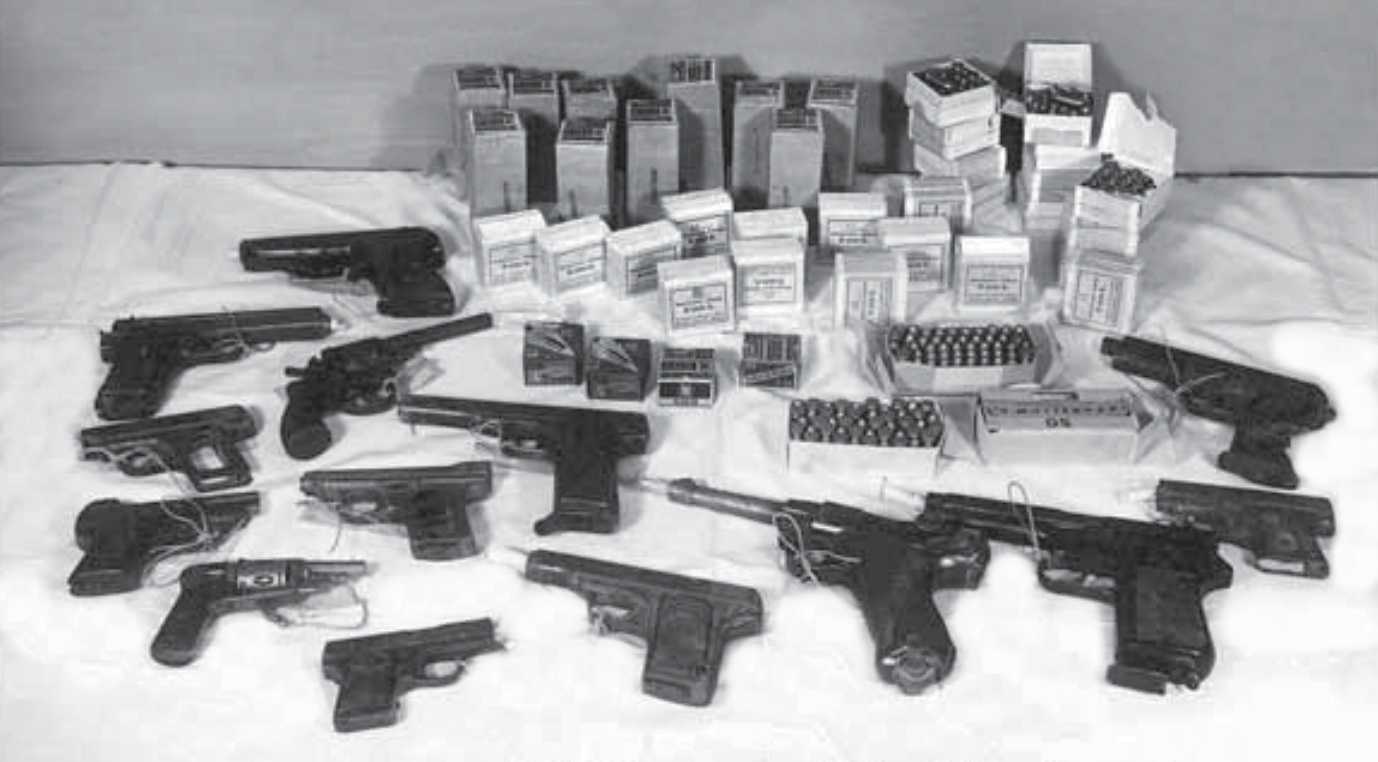
Zbraně a střelivo zabavené při domovní prohlídce u puškaře Ladislava Šimka

Ladislav Šimek byl zatčen ve dnech 3. až 5. července 1954 a po zatčení byl odtransportován do vazby v Českých Budějovicích. V jeho bydlišti proběhla prakticky ihned (tady 3. až 5. července 1954) důkladná domovní prohlídka zjevně s více než (pro vyšetřovatele) pozitivním výsledkem (viz fotografie nalezených zbraní).
Žaloba na zatčené členy Černého lva 777 byla vypracována na počátku října 1954, hlavní soudní líčení před Krajským soudem v Českých Budějovicích proběhlo v Milevsku ve dnech 25. a 26. října 1954. Krajský soud uznal Ladislava Šimka vinným ze spolčování za účelem zničit nebo rozvrátit československé lidovědemokratické státní zřízení a společenský řád republiky, byl nařčen ze shromažďování zbraní, střeliva a výbušnin. Dále mu bylo kladeno za vinu, že „též úmyslně vydal lidi v nebezpečí smrti velkého rozsahu tím, že způsobil škodlivý účinek výbušnin, přičemž činu toho se dopustil opětovně v krátké době jako člen spolčení, a čin ten měl za následek smrt a rozsáhlou škodu na majetku“. Ladislav Šimek od soudu odešel s trestem 22 let odnětí svobody. Po rozsudku Nejvyššího soudu ze 3. prosince 1954 se na prezidenta republiky Antonína Zápotockého se žádostí o milost (neúspěšně) obrátila Šimkova sestra Blažena.

### Věznění
Pravděpodobně na následky dětské obrny byl od 17. listopadu 1954 Ladislav Šimek upoután na lůžko ve vězeňské 
nemocnici v Praze na Pankráci, neboť se jeho zdravotní stav zhoršil (vlivem fyzického a psychického strádání). Z pankrácké vězeňské nemocnice byl v červnu 1955 přemístěn do věznice Mírov. Jeho sestra Blažena v této době podávala několikrát (neúspěšně) žádost o milost (zmírnění trestu). V říjnu 1956 žádal (marně) Ladislav Šimek o přezkoumání v trestní věci „Jiří Řezáč a spol.“. Do vězeňského zařízení Leopoldov na Slovensku, které patřilo mezi pověstné svými tvrdými podmínkami, byl přesunut v září 1958. Z velké amnestie v květnu 1960 byl Šíma vyloučen rozhodnutím Krajského soudu v Českých Budějovicích (a to navzdory jeho stížnosti, kterou podal k Nejvyššímu soudu). V červnu 1960 jej z věznice Leopoldov přemístili do Útvaru nápravných zařízení MV Ilava na Slovensku. Jeho sestra Blažena v únoru 1962 opět marně žádala o prominutí zbytku trestu. Ladislav Šimek se svobody nedočkal. Zemřel 24. dubna 1962 v Ilavě.

### Rehabilitace
V uvolňující se atmosféře „Pražského jara 1968“ v Československu podala sestra zesnulého Ladislava Šimka Blažena žádost o jeho rehabilitaci, ale Zvláštní senát Krajského soudu v Českých Budějovicích 13. ledna 1970 žádost o jeho rehabilitaci zamítl.
Po sametové revoluci (17. listopadu 1989) v Československu vstoupil v platnost Zákon číslo 119/1990 Sbírky o soudní rehabilitaci. Na jeho základě došlo ke zrušení rozsudku Krajského soudu v Českých Budějovicích ze dne 26. října 1954 (ve spojení rozsudkem Nejvyššího soudu z 3. prosince 1954), který se týkal odsouzených členů Černého Lva 777 (včetně Ladislava Šimka) a jejich údajných trestných činů velezrady a vyzvědačství. Dne 23. srpna 1990 rozhodl Krajský soud v Českých Budějovicích o zastavení trestního stíhání odsouzených členů Černého lva 777 za velezradu a vyzvědačství, ale na další trestné činy (vražda, trestný čin obecného ohrožení, atd.) se tato soudní rehabilitace nevztahovala.